# Cobusca Veche, Anenii Noi
Cobusca Veche este un sat din raionul Anenii Noi, Republica Moldova, reședința comunei Cobusca Veche.

## Istorie
Localitatea Cobusca Veche este situată între două dealuri pe Valea Cobuștii, care se află în partea de nord-vest a raionului Anenii Noi. Prima atestare documentată a satului datează din anul 1528.
Referitor la proveniența denumirii sunt două versiuni: 
- localnicii se îndeletniceau cu împletitul coșurilor din lozie – denumirea locală ale lor este „coboc”;
- unii din stăpânii satului (dar ei au fost mulți pe parcursul anilor) avea un câine cu numele Cobus.

În literatura de specialitate nimeni din autori nu se referă la denumirea acestui sat.
De la început și până la anul 1817 teritorial-administrativ satul a fost în componența Ocolului Nistrean de jos al ținutului Orhei. Ulterior localitatea Cobusca Veche împreună cu alte sate a fost transferată în ținutul Tighina (mai târziu – județ).
Conform informațiilor particulare la localnicii satului în anul 1783 au construit biserica din lemn, reconstruită în 1868. Mai târziu, în anul 1908, a fost zidită din piatră biserica, care funcționează și în prezent.
Conform primului recensământ din Basarabia în anul 1819, populația satului Cobusca Veche locuia în 91 gospodării și alcătuia 456 persoane, inclusiv 249 bărbați și 207 femei. Școala cu o singură clasă a fost înființată în anul 1878.
Săpăturile arheologice efectuate pe teritoriul satului au confirmat că pe aceste meleaguri chiar până la nașterea lui Hristos, existau așezări omenești, populația cărora se ocupa cu agricultura, creșterea animalelor domestice și prelucrarea produselor lor.
Primele exemplare de rămășițe animalice au fost descoperite în anii 1842-43. La lucrările de săpare a unui beci și la extragerea pietrei pentru construcție au fost dezgropate rămășițele unul mamifer destul de masiv în număr de 26 bucăți de oase, care ulterior au fost transmise Muzeului de Arheologie din Odesa.
În a doua jumătate a secolului XX săpăturile arheologice au reconfirmat că în împrejurimile satului Cobusca Veche au existat mai multe așezări omenești situate în Valea Pădurii, Valea lui Brigai, în Hîrtop, la Ciumata, la sud-vest și nord-vest de iaz, pe unde este traseul cursei.
Despre toate acestea vorbesc rămășițele unei pietre de moară manuală, o săgeata în forma de trei palete cu lungimea aproximativ 11 cm, un clopoțel, care se lega la gâtul animalului, un pieptene triunghiular din  placă metalică, un număr impunător (peste 400 bucăți) de veselă, fragmente de vase cu pereți groși din lut cu amestec de nisip pentru păstrarea boabelor și multe, multe altele.
Au mai fost găsite și două comori. În una din ele se aflau câteva sute de monede de argint, dintre care 138 de orți imperiali polonezi emiși în anii 1601-1624, iar restul taleri germani din anii 1619-1655.

## Date demografice
Structură etnică
     moldoveni (98,61%)
     ucraineni (0,58%)
     ruși (0,43%)
     găgăuzi (0,1%)
     bulgari (0%)
     români (0,24%)
     evrei (0,05%)
     polonezi (0%)
     țigani (0%)
     alte etnii / nedeclarată (−0,01%)
Conform datelor recensământului din 2004, populația localității este de 2.079 locuitori, dintre care 1.015 (48,82%) bărbați și 1.064 (51,18%) femei. Structura etnică a populației în cadrul localității arată astfel:
- moldoveni — 2.050;
- ucraineni — 12;
- ruși — 9;
- găgăuzi — 2;
- români — 5;
- evrei — 1;
- altele / nedeclarată — 0.

## Sport

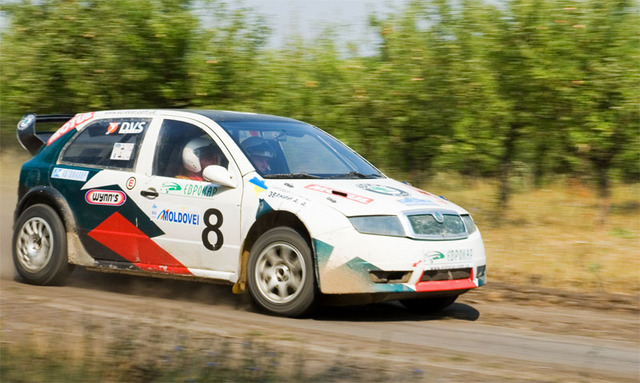
Câștigătorii „Raliului Moldovei”: Pavel Gontovoi și Andrei Zernii

Prima etapă a „Cupei Limanurilor” 2007, denumită și „Raliul Moldovei”, s-a desfășurat în comuna Cobusca Veche, la 10-11 august 2007. Traseul raliului a fost format din șase porțiuni de viteză cu o lungime totală de 72 de km și a fost construit pe macadam pavat cu zgură.

## Legături externe
- Cobusca Veche pe casata.md